# Hr.Ms. Isaac Sweers
Hr.Ms. Isaac Sweers – holenderski niszczyciel z okresu II wojny światowej, typu Gerard Callenburgh. Ukończony w Wielkiej Brytanii, służył w marynarce holenderskiej od 1941. Został zatopiony 13 listopada 1942 na Morzu Śródziemnym przez okręt podwodny U-431.

## Budowa
„Isaac Sweers” był jednym z czterech niszczycieli typu Gerard Callenburgh, zaprojektowanych we współpracy z brytyjską stocznią Yarrow, których budowę rozpoczęto w Holandii przed II wojną światową. Jako jedyny z nich wszedł do służby w marynarce holenderskiej. Nadano mu nazwę na cześć holenderskiego admirała Isaaca Sweersa (1622-1673).
Stępkę pod jego budowę położono 26 listopada 1938 w Królewskiej Stoczni (Koninklijke Maatschappij) De Schelde we Vlissingen. Okręt wodowano dopiero 16 marca 1940, w trakcie II wojny światowej, tuż przed niemieckim atakiem na Holandię w maju 1940.
W obliczu postępów wojsk niemieckich, niewykończony kadłub został w dniach 10-12 maja 1940 odholowany przez holownik „Zwarte Zee” do Wielkiej Brytanii, gdzie został następnie ukończony w stoczni Thornycroft w Southampton. Projekt nieco zmieniono, dostosowując go do brytyjskiego uzbrojenia i wyposażenia. W miejsce planowanych 5 dział kalibru 120 mm otrzymał 6 brytyjskich dział uniwersalnych 102 mm Mk XVI w trzech dwudziałowych półwieżach, z brytyjskim systemem kierowania ogniem Mk.V (jedno stanowisko na pokładzie dziobowymi i dwa na rufie, w dwóch poziomach). Między kominami, na miejscu gdzie pierwotnie planowano przenosić wodnosamolot, ustawiono 2 poczwórnie sprzężone przeciwlotnicze wielkokalibrowe karabiny maszynowe. Okręt otrzymał planowane, wywiezione pośpiesznie z Holandii dwa dwudziałowe stanowiska działek 40 mm Boforsa, z najbardziej wówczas zaawansowanym na świecie systemem kierowania ogniem i stabilizacji Hazemeyer, później otrzymał także radary do kierowania ich ogniem. Rozmieszczenie działek było racjonalne: przed nadbudówką dziobową i na platformie za śródokręciem, co zapewniało możliwość prowadzenia ognia dookoła, a w kierunkach na boki ogień mogły prowadzić oba stanowiska. Z nowym zestawem uzbrojenia, okręt uzyskał duże możliwości zwalczania celów powietrznych.

## Służba
Po wyposażeniu, „Isaac Swers” wszedł do służby we flocie holenderskiej stacjonującej w Wielkiej Brytanii 29 marca 1941. Otrzymał przydzielony brytyjski znak burtowy G83.
Po szkoleniu załogi, od sierpnia 1941 „Sweers” służył do eskorty konwojów na wschodnim Atlantyku, stacjonując w Greenock w składzie 19. Flotylli Niszczycieli. W połowie września został przeniesiony do Gibraltaru i jego głównym obszarem operacji stało się Morze Śródziemne.
Od 24 września 1941 „Isaac Sweers” brał udział w osłonie konwoju z Gibraltaru na Maltę – operacji Halberd. Podczas niej, wraz z polskim niszczycielem ORP „Piorun” eskortował uszkodzony torpedą pancernik HMS „Nelson” z powrotem do Gibraltaru. Pełnił następnie tam dalsze zadania eskortowe i patrolowe. W dniach 10-13 listopada 1941 wziął udział w operacji Perpetual dostarczenia samolotów na Maltę (zakończonej utratą lotniskowca HMS „Ark Royal”).
12 grudnia 1941 w nocy, w składzie 4. Flotylli Niszczycieli, „Isaac Sweers” wziął udział z niszczycielami HMS „Sikh”, HMS „Maori” i HMS „Legion” w starciu z włoskimi krążownikami koło przylądka Bon, w którym „Sikh” i „Legion” zatopiły torpedami krążowniki „Alberico da Barbiano” i „Alberto di Giussano”. 17 grudnia wziął udział w I bitwie w Zatoce Syrta, walcząc w osłonie transportowca „Breconshire” przeciw przeważającym siłom włoskich okrętów, które na skutek oporu, odstąpiły od konwoju. Pod koniec grudnia, „Sweers” z flotyllą przebazował do Aleksandrii, wchodząc w skład Floty Śródziemnomorskiej. 17 stycznia 1942, podczas osłony konwoju MW-8B uratował większość rozbitków ze storpedowanego niszczyciela HMS „Gurkha”.
Na przełomie stycznia i lutego zdecydowano wysłać „Sweersa” na wody Holenderskich Indii Wschodnich (obecnej Indonezji), z uwagi na atak i postępy wojsk japońskich (walczyły tam główne siły floty holenderskiej, w postaci trzech krążowników i 7 niszczycieli starszego typu Admiralen). 8 lutego 1942 „Sweers” przybył do Kolombo na Cejlonie, gdzie przeszedł krótki remont. 28 lutego został wysłany dalej, w kierunku Holenderskich Indii Wschodnich, lecz z powodu beznadziejnego położenia aliantów na tym obszarze po bitwie na Morzu Jawajskim, został z powrotem skierowany do Kolombo i wszedł w skład zespołu B (Force B) brytyjskiej Floty Wschodniej (Eastern Fleet). W dniach 5-7 kwietnia 1942 brał udział w poszukiwaniach floty japońskiej dokonującej rajdu na Ocean Indyjski. W maju wraz z zespołem B przebazował do Mombasy, po czym udał się na remont do Anglii.
Między czerwcem a wrześniem 1942 „Isaac Sweers” przechodził remont w Southampton. Między innymi, podczas remontu mało efektywne wkm-y plot zamieniono na 4 działka Oerlikon 20 mm, wzmocniono także uzbrojenie przeciwpodwodne.
W październiku 1942 „Sweers” brał udział w eskorcie lotniskowca „Furious” do Gibraltaru, po czym ubezpieczał operację Torch (lądowanie w północnej Afryce) w składzie zespołu H (Force H). 11 listopada 1942 „Sweers” wraz z HMS „Porcupine” ratował rozbitków z holenderskiego transportowca wojska „Nieuw Zeeland”, storpedowanego przez okręt podwodny U-380 i przetransportował ich do Gibraltaru. W drodze na spotkanie z siłami zespołu H, 13 listopada 1942 około godziny piątej „Isaac Sweers” został storpedowany przez niemiecki okręt podwodny U-431 i zatonął w odległości ok. 100 km od Algieru (na pozycji 37°23′N 2°12′E/37,383333 2,200000). Torpedy wywołały pożar paliwa, uratowano 86 członków załogi ze 194.
Historia projektowania i szczegółowy opis okrętu umieszczony jest w artykule niszczyciele typu Gerard Callenburgh.

## Dane techniczne
- wyporność:
  - standardowa: 1628 t
  - pełna: 2240 t
- wymiary:
  - długość: 106,3 m
  - szerokość: 10,28 m
  - zanurzenie: 3,5 m
- napęd: 2 turbiny parowe systemu Parsonsa(inne języki) o mocy łącznej 45 000 KM, 3 kotły parowe Yarrow, 2 śruby
- prędkość maksymalna: 37,5 węzłów
- zasięg: 5400 mil morskich przy prędkości 19 w
- zapas paliwa: 560 t mazutu
- załoga: 194

## Uzbrojenie i wyposażenie
- 6 dział uniwersalnych 102 mm Mk.XVI w podwójnych stanowiskach Mk.XIX (3xII)
  - Długość lufy L/40 (40 kalibrów), kąt podniesienia do 80°, donośność maksymalna 19 470 m, masa pocisku 15,88 kg
- 4 działka przeciwlotnicze 40 mm Bofors-Hazemeyer No.4 L/60 (2xII)
- 8 wkm 12,7 mm plot (2xIV) (od września 1942: 4 działka przeciwlotnicze Oerlikon 20 mm (4xI))
- 8 wyrzutni torpedowych 533 mm (2xIV)
- 4 miotacze bomb głębinowych, bomby głębinowe
- sonar